# Torneo Nacional de Desarrollo M16 2019
El  Torneo Nacional de Desarrollo M16 de 2019 fue la cuarta edición del torneo para los seleccionados M16 de desarrollo de las uniones regionales afiliadas a la Unión Argentina de Rugby. La torneo se llevó a cabo el 26 y 28 de abril de 2019 en Pergamino, Provincia de Buenos Aires.
La Unión Argentina de Rugby designó a la Unión de Rugby del Oeste de Buenos Aires como anfitriones del torneo por cuarto año consecutivo, la cual a la vez eligió nuevamente al Club de Gimnasia y Esgrima de Pergamino  como sede.
Por tercer año consecutivo se enfrentaron en la final los seleccionados de la URBA y los anfitriones, la Unión de Rugby del Oeste de Buenos Aires. El conjunto local obtuvo su tercer título tras imponerse 17-14 en la final. La Copa de Plata fue ganada por la Unión Sanjuanina de Rugby, que derrotó 29-0 a la Unión de Rugby de Salta en la final por el 9.° puesto.

## Equipos participantes
Participaron del torneo los seleccionados de dieciséis uniones provinciales argentinas.
| Zona                     | Equipo              | Unión                                    | Part. |
| ------------------------ | ------------------- | ---------------------------------------- | ----- |
| Zona Principal 8 equipos | Buenos Aires        | Unión de Rugby de Buenos Aires           | 3     |
| Zona Principal 8 equipos | Córdoba             | Unión Cordobesa de Rugby                 | 4     |
| Zona Principal 8 equipos | Entre Ríos          | Unión Entrerriana de Rugby               | 4     |
| Zona Principal 8 equipos | Mar del Plata       | Unión de Rugby de Mar del Plata          | 4     |
| Zona Principal 8 equipos | Oeste               | Unión de Rugby del Oeste de Buenos Aires | 4     |
| Zona Principal 8 equipos | Rosario             | Unión de Rugby de Rosario                | 4     |
| Zona Principal 8 equipos | Santa Fe            | Unión Santafesina de Rugby               | 4     |
| Zona Principal 8 equipos | Sur                 | Unión de Rugby del Sur                   | 4     |
| Copa de Plata 8 equipos  | Cuyo                | Unión de Rugby de Cuyo                   | 2     |
| Copa de Plata 8 equipos  | Jujuy               | Unión Jujeña de Rugby                    | 2     |
| Copa de Plata 8 equipos  | Misiones            | Unión de Rugby de Misiones               | 3     |
| Copa de Plata 8 equipos  | Nordeste            | Unión de Rugby del Nordeste              | 2     |
| Copa de Plata 8 equipos  | Salta               | Unión de Rugby de Salta                  | 4     |
| Copa de Plata 8 equipos  | San Juan            | Unión Sanjuanina de Rugby                | 2     |
| Copa de Plata 8 equipos  | San Luis            | Unión de Rugby San Luis                  | 4     |
| Copa de Plata 8 equipos  | Santiago del Estero | Unión Santiagueña de Rugby               | 3     |

## Cambio de formato
A partir de esta temporada, se intrudujo una serie de cambios en el formato de disputa del torneo:
- Se mantuvo la cantidad de participantes, pero se pasó de un formato a eliminación directa en cuatro rondas (octavos, cuartos, semifinales y finales) a una con fase de grupos (tres partidos) y una final.
- El torneo quedó dividido en dos niveles: la zona principal (1.° al 8.° puesto) y la Copa de Plata (9.° al 16.° puesto).

De esta manera, los dieciséis equipos fueron divididos en cuatro zonas de cuatro equipos cada una. Las Zonas 1 y 2 pertenecieron a la zona principal, mientras que las Zonas 3 y 4 pertenecieron a la Copa de Plata. Cada zona se resolvió a través del sistema de todos contra todos para definir su posición en el grupo. 
La posición final obtenida en la fase de grupos determinó la final que cada equipos disputó: los ganadores de las Zonas 1 y 2 clasificaron a la final del torneo, los segundos a la final por el 3.° puesto, los terceros a la final por el 5.° puesto y los últimos a la final por el 7.° puesto. El mismo criterio fue utilizado para determinar las finales por el 9.°; 11.°; 13.°; y 15.° puesto con los grupos de la Copa de Plata (Zonas 3 y 4).

## Primera fase

### Zona 1
| Pos. | Equipos      | Partidos | Partidos | Partidos | Tantos | Tantos | Tantos | Pts. |
| Pos. | Equipos      | G        | E        | P        | PF     | PC     | DP     | Pts. |
| ---- | ------------ | -------- | -------- | -------- | ------ | ------ | ------ | ---- |
| 1.°  | Buenos Aires | 3        | 0        | 0        | 140    | 0      | +140   |      |
| 2.°  | Santa Fe     | 2        | 0        | 1        | 27     | 60     | -33    |      |
| 3.°  | Entre Ríos   | 1        | 0        | 2        | 24     | 57     | -33    |      |
| 4.°  | Rosario      | 0        | 0        | 3        | 0      | 74     | -74    |      |

|  | Clasifica a la final             |
|  | Clasifica a final por 3.° puesto |
|  | Clasifica a final por 5.° puesto |
|  | Clasifica a final por 7.° puesto |

| 26 de abril | Rosario | 0 - 12  | Entre Ríos | Gimnasia y Esgrima (P), Pergamino |  |
|             |         | Reporte |            |                                   |  |

| 26 de abril | Buenos Aires | 48 - 0  | Santa Fe | Gimnasia y Esgrima (P), Pergamino |  |
|             |              | Reporte |          |                                   |  |

| 26 de abril | Rosario | 0 - 10  | Santa Fe | Gimnasia y Esgrima (P), Pergamino |  |
|             |         | Reporte |          |                                   |  |

| 26 de abril | Buenos Aires | 40 - 0  | Entre Ríos | Gimnasia y Esgrima (P), Pergamino |  |
|             |              | Reporte |            |                                   |  |

| 28 de abril | Entre Ríos | 12 - 17 | Santa Fe | Gimnasia y Esgrima (P), Pergamino |  |
|             |            | Reporte |          |                                   |  |

| 28 de abril | Buenos Aires | 52 - 0  | Rosario | Gimnasia y Esgrima (P), Pergamino |  |
|             |              | Reporte |         |                                   |  |

### Zona 2
| Pos. | Equipos       | Partidos | Partidos | Partidos | Tantos | Tantos | Tantos | Pts. |
| Pos. | Equipos       | G        | E        | P        | PF     | PC     | DP     | Pts. |
| ---- | ------------- | -------- | -------- | -------- | ------ | ------ | ------ | ---- |
| 1.°  | Oeste         | 3        | 0        | 0        | 107    | 21     | +86    |      |
| 2.°  | Mar del Plata | 1        | 1        | 1        | 24     | 40     | -16    |      |
| 3.°  | Córdoba       | 1        | 0        | 2        | 31     | 60     | -29    |      |
| 4.°  | Sur           | 0        | 1        | 2        | 14     | 55     | -41    |      |

|  | Clasifica a la final             |
|  | Clasifica a final por 3.° puesto |
|  | Clasifica a final por 5.° puesto |
|  | Clasifica a final por 7.° puesto |

| 26 de abril | Córdoba | 0 - 17  | Mar del Plata | Gimnasia y Esgrima (P), Pergamino |  |
|             |         | Reporte |               |                                   |  |

| 26 de abril | Oeste | 31 - 7  | Sur | Gimnasia y Esgrima (P), Pergamino |  |
|             |       | Reporte |     |                                   |  |

| 26 de abril | Córdoba | 24 - 7  | Sur | Gimnasia y Esgrima (P), Pergamino |  |
|             |         | Reporte |     |                                   |  |

| 26 de abril | Oeste | 40 - 7  | Mar del Plata | Gimnasia y Esgrima (P), Pergamino |  |
|             |       | Reporte |               |                                   |  |

| 28 de abril | Mar del Plata | 0 - 0   | Sur | Gimnasia y Esgrima (P), Pergamino |  |
|             |               | Reporte |     |                                   |  |

| 28 de abril | Oeste | 36 - 7  | Córdoba | Gimnasia y Esgrima (P), Pergamino |  |
|             |       | Reporte |         |                                   |  |

## Primera fase (Copa de Plata)

### Zona 3
| Pos. | Equipos  | Partidos | Partidos | Partidos | Tantos | Tantos | Tantos | Pts. |
| Pos. | Equipos  | G        | E        | P        | PF     | PC     | DP     | Pts. |
| ---- | -------- | -------- | -------- | -------- | ------ | ------ | ------ | ---- |
| 1.°  | San Juan | 3        | 0        | 0        | 122    | 0      | +122   |      |
| 2.°  | Cuyo     | 2        | 0        | 1        | 43     | 38     | +5     |      |
| 3.°  | Nordeste | 1        | 0        | 2        | 14     | 65     | -51    |      |
| 4.°  | Misiones | 0        | 0        | 3        | 17     | 93     | -76    |      |

|  | Clasifica a final Copa de Plata   |
|  | Clasifica a final por 11.° puesto |
|  | Clasifica a final por 13.° puesto |
|  | Clasifica a final por 15.° puesto |

| 26 de abril | Cuyo | 22 - 7  | Misiones | Gimnasia y Esgrima (P), Pergamino |  |
|             |      | Reporte |          |                                   |  |

| 26 de abril | San Juan | 34 - 0  | Nordeste | Gimnasia y Esgrima (P), Pergamino |  |
|             |          | Reporte |          |                                   |  |

| 26 de abril | Cuyo | 21 - 0  | Nordeste | Gimnasia y Esgrima (P), Pergamino |  |
|             |      | Reporte |          |                                   |  |

| 26 de abril | San Juan | 57 - 0  | Misiones | Gimnasia y Esgrima (P), Pergamino |  |
|             |          | Reporte |          |                                   |  |

| 28 de abril | Misiones | 10 - 14 | Nordeste | Gimnasia y Esgrima (P), Pergamino |  |
|             |          | Reporte |          |                                   |  |

| 28 de abril | San Juan | 31 - 0  | Cuyo | Gimnasia y Esgrima (P), Pergamino |  |
|             |          | Reporte |      |                                   |  |

### Zona 4
| Pos. | Equipos             | Partidos | Partidos | Partidos | Tantos | Tantos | Tantos | Pts. |
| Pos. | Equipos             | G        | E        | P        | PF     | PC     | DP     | Pts. |
| ---- | ------------------- | -------- | -------- | -------- | ------ | ------ | ------ | ---- |
| 1.°  | Salta               | 2        | 1        | 0        | 27     | 7      | +20    |      |
| 2.°  | San Luis            | 2        | 0        | 1        | 27     | 30     | -3     |      |
| 3.°  | Jujuy               | 1        | 1        | 1        | 48     | 34     | +14    |      |
| 4.°  | Santiago del Estero | 0        | 0        | 3        | 5      | 36     | -31    |      |

|  | Clasifica a final Copa de Plata   |
|  | Clasifica a final por 11.° puesto |
|  | Clasifica a final por 13.° puesto |
|  | Clasifica a final por 15.° puesto |

| 26 de abril | Santiago del Estero | 0 - 5   | San Luis | Gimnasia y Esgrima (P), Pergamino |  |
|             |                     | Reporte |          |                                   |  |

| 26 de abril | Salta | 7 - 7   | Jujuy | Gimnasia y Esgrima (P), Pergamino |  |
|             |       | Reporte |       |                                   |  |

| 26 de abril | Santiago del Estero | 5 - 24  | Jujuy | Gimnasia y Esgrima (P), Pergamino |  |
|             |                     | Reporte |       |                                   |  |

| 26 de abril | Salta | 13 - 0  | San Luis | Gimnasia y Esgrima (P), Pergamino |  |
|             |       | Reporte |          |                                   |  |

| 28 de abril | San Luis | 22 - 17 | Jujuy | Gimnasia y Esgrima (P), Pergamino |  |
|             |          | Reporte |       |                                   |  |

| 28 de abril | Salta | 7 - 0   | Santiago del Estero | Gimnasia y Esgrima (P), Pergamino |  |
|             |       | Reporte |                     |                                   |  |

## Fase final
Final
| 28 de abril | Oeste | 17 - 14 | Buenos Aires | Gimnasia y Esgrima (P), Pergamino |  |
|             |       | Reporte |              |                                   |  |

Final 3.° puesto
| 28 de abril | Mar del Plata | 26 - 7  | Santa Fe | Gimnasia y Esgrima (P), Pergamino |  |
|             |               | Reporte |          |                                   |  |

Final 5.° puesto
| 28 de abril | Córdoba | 10 - 7  | Entre Ríos | Gimnasia y Esgrima (P), Pergamino |  |
|             |         | Reporte |            |                                   |  |

Final 7.° puesto
| 28 de abril | Sur | 43 - 7  | Rosario | Gimnasia y Esgrima (P), Pergamino |  |
|             |     | Reporte |         |                                   |  |

Final Copa de Plata (9.° puesto)
| 28 de abril | San Juan | 29 - 0  | Salta | Gimnasia y Esgrima (P), Pergamino |  |
|             |          | Reporte |       |                                   |  |

Final 11.° puesto
| 28 de abril | Cuyo | 0 - 10  | San Luis | Gimnasia y Esgrima (P), Pergamino |  |
|             |      | Reporte |          |                                   |  |

Final 13.° puesto
| 28 de abril | Nordeste | 0 - 15  | Jujuy | Gimnasia y Esgrima (P), Pergamino |  |
|             |          | Reporte |       |                                   |  |

Final 15.° puesto
| 28 de abril | Misiones | 17 - 19 | Santiago del Estero | Gimnasia y Esgrima (P), Pergamino |  |
|             |          | Reporte |                     |                                   |  |

## Tabla de posiciones
Tabla de posiciones al finalizar el torneo:
| 1.°  | Oeste               | 4 | 0 | 0 | 124 | 35  | +89  |
| 2.°  | Buenos Aires        | 3 | 0 | 1 | 154 | 17  | +137 |
| 3.°  | Mar del Plata       | 2 | 1 | 1 | 50  | 47  | +3   |
| 4.°  | Santa Fe            | 2 | 0 | 2 | 34  | 86  | -52  |
| 5.°  | Córdoba             | 2 | 0 | 2 | 41  | 67  | -26  |
| 6.°  | Entre Ríos          | 1 | 0 | 3 | 31  | 67  | -36  |
| 7.°  | Sur                 | 1 | 1 | 2 | 57  | 62  | -5   |
| 8.°  | Rosario             | 0 | 0 | 4 | 7   | 117 | -110 |
| 9.°  | San Juan            | 4 | 0 | 0 | 151 | 0   | +151 |
| 10.° | Salta               | 2 | 1 | 1 | 27  | 36  | -9   |
| 11.° | San Luis            | 3 | 0 | 1 | 37  | 30  | +7   |
| 12.° | Cuyo                | 2 | 0 | 2 | 43  | 48  | -5   |
| 13.° | Jujuy               | 2 | 1 | 1 | 63  | 34  | +29  |
| 14.° | Nordeste            | 1 | 0 | 3 | 14  | 80  | -66  |
| 15.° | Santiago del Estero | 1 | 0 | 3 | 24  | 53  | -29  |
| 16.° | Misiones            | 0 | 0 | 4 | 34  | 112 | -78  |

|  | Campeón                |
|  | Campeón Copa de Plata. |

| Bandera de la Provincia de Buenos Aires |
| Oeste Campeón Tercer título             |